# Cattedrale dell'Intercessione (Charkiv)
La cattedrale dell'Intercessione (in ucraino Собор Покрова Пресвятої Богородиці?) è un edificio religioso situato nel centro di Charkiv, in Ucraina, fa parte della chiesa ortodossa ucraina (Patriarcato di Mosca).
La chiesa si trova nel più ampio complesso del monastero dell'Intercessione che si affaccia sulla più antica piazza di Charkiv. Il monastero faceva un tempo parte della fortificazione cittadina.
La chiesa, risalente al 1689, sorge nel luogo in cui un tempo si trovava un'antica chiesa di legno. Edificata nel caratteristico stile barocco ucraino è uno degli edifici più caratteristici della città.
Tre cupole sovrastano la base, più sobria, contestualmente alla chiesa venne costruita la torre campanaria, più tozza e ancora parte della fortificazione cittadina.
Nel XIX secolo, a fianco alla cattedrale venne costruita la chiesa Ozeyansky il cui colore giallo contrasta con l'azzurro della cattedrale.